# Прапор Богданівки (Яготинський район)

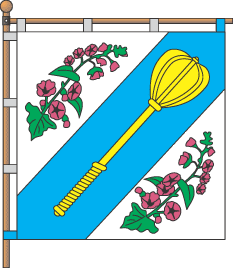
Прапор Богданівки

Прапор Богданівки — геральдичний символ села Богданівки Яготинського району Київської області (Україна), затверджений 25 грудня 2002 сесією сільської ради (автор -О. Желіба).

## Опис
Біле квадратне полотнище (співвідношення 1:1) із синім перев’язом управо, обтяженим жовтим полковницьким пірначем, супроводжуваний двома пурпуровими з жовтою серцевиною квітками жоржини. Корогва має вертикальне та горизонтальне кріплення.

## Трактування
- синій перев’яз із полковницьким пірначем – символ того, що у XVIII ст. село довгий час було ранговим переяславських полковників;
- пурпурові мальви – символ вічно молодої, квітучої, творчої душі мешканців села, згадка про Катерину Білокур, відому українську художницю.